# Ö3 Austria Top 40
Ö3 Austria Top 40 est le classement officiel hebdomadaire des singles en Autriche, diffusé sur Hitradio Ö3. Il a été créé le 26 novembre 1968 et a été présenté par Ernst Grissemann.
Entre 1968 et 2007, plusieurs noms pour ce classement lui ont été attribués : Disc Parade, Die Großen 10 von Ö3, Pop Shop, Hit wähl mit, Die Großen 10, Ö3 Top-30 et finalement Ö3 Austria Top 40.